# Пухальский, Владимир Вячеславович
Владимир Вячеславович (также ― Вацлавович) Пухальский (21 марта (2 апреля) 1848 года, Минск, Российская империя ― 23 февраля 1933, Киев, СССР) ― российский и советский пианист, композитор, педагог.

## Биография
Занимался в Минске с детских лет на скрипке и фортепиано. Во время приезда в город С. Монюшко был им прослушан и удостоен похвалы. В своих мемуарах (Дом-музей П. И. Чайковского) вспоминает, что польский композитор предрёк ему великое музыкальное будущее. Учился в Петербургской консерватории по классам фортепиано Теодора Лешетицкого, теории музыки и композиции ― у Ю. Иогансена и Н. Зарембы. Окончив консерваторию в 1874 году, два года преподавал в ней же, в 1876―1933 ― в Киевском музыкальном училище (преобразованном в 1913 году при его активном участии в консерваторию, в которой первый год был директором, а затем заведующим кафедрой специального фортепиано). В 1877―1888 входил в состав дирекции Киевского музыкального общества, отвечая за музыкальные программы симфонических и камерных вечеров. 18 мая 1909 г. был избран Почётным членом Киевского отделения ИРМО.
Пухальский выступал как пианист на протяжении более тридцати лет. Пробовал себя в композиции. Написал концерт для фортепиано ре минор (1883), который играл множество раз (последний раз — в Ростове-на-Дону под управлением Р. М. Глиэра), «Гимн музыке», который исполнялся в торжествах по случаю открытия Киевской консерватории. Композиторское наследие Пухальского включает оперу «Валерия», этюды и другие учебные сочинения для фортепиано, романсы. Под его редакцией были изданы фортепианные сочинения многих композиторов. Как общественный деятель, много сделал для становления и развития музыкальной жизни Киева. По сути, только с его приездом концертная жизнь города приобрела устойчивость и регулярность. За период его директорства (1876—1913) Киевское музыкальное училище стало одним из ведущих профессиональных музыкальных учебных заведений.
В своей педагогической деятельности Пухальский развивал традиции Т. Лешетицкого, воспитал ряд крупных пианистов, среди которых Владимир Горовиц, его сестра Регина Горовиц, Г. М. Коган, Л. В. Николаев, А. Браиловский, К. Н. Михайлов, Юлий Исерлис, Анна Артоболевская, Неонила Скоробагатько, Авраам Сатановский, Болеслав Яворский, Арнольд Альшванг, Сигизмунд Лисицкий, Николай Тутковский и другие. Правильнее было бы сказать, что Пухальский был создателем киевской фортепианной школы.

## Источник
- Музыкальная энциклопедия. Гл. ред. Ю. В. Келдыш. М.: Советская энциклопедия, 1973―1982.
- Зильберман Ю., Смилянская Ю.: Киевская симфония Владимира Горовица, К., 2002.